# Paratriacanthodes herrei
 Paratriacanthodes herrei és una espècie de peix de la família dels triacantòdids i de l'ordre dels tetraodontiformes.

## Morfologia
- Els mascles poden assolir 8 cm de longitud total.[4][5]

## Hàbitat
És un peix marí, de clima tropical i demersal que viu entre 183-194 m de fondària.

## Distribució geogràfica
Es troba a l'Índic i el Pacífic.

## Observacions
És inofensiu per als humans.